# Meister der Neuwerkmadonna
Als Meister der Neuwerkmadonna wird ein mittelalterlicher Bildhauer bezeichnet, der um 1360 in Erfurt tätig war.
Der namentlich nicht bekannte Künstler ist nach der Sandsteinfigur einer Madonna benannt, die er für einen Türpfeiler der Neuwerkskirche in Erfurt geschaffen hat. Die 135 Zentimeter hohe Figur findet sich heute im Angermuseum in Erfurt. Weiter soll der Meister die Figur des Hl. Severus an einem Portal der Kirche geschaffen haben. Der Meister ist von den Motiven und Typen rheinischen Bildhauerei seiner Zeit beeinflusst. Er war nach Meinung einiger Kunsthistoriker vielleicht ein Schüler des Erfurter Meisters des Severi-Sarkophags oder des Bildhauers Johann Gerhart, der einige Plastiken in der Erfurter Severikirche hergestellt hat. Der Meister könnte auch aus Marburg zugewandert sein. Das Werk des Meisters ist ein Beispiel dafür, wie sich in der Kunst die  Bedeutung Erfurts an der Handelsstraße vom Mittelrhein nach Böhmen ausdrückt. Die Stadt hatte 1331 vom Kaiser unter anderem das Messeprivileg erhalten und ihre Lage und ihr Reichtum zogen bedeutende Künstler an.